# 達文特 (路易斯安那州)
布雷斯韋特（英語：Braithwaite）是位於美國路易斯安那州普拉克明茲堂區的一個非建制地區。

## 地理
布雷斯韋特所處的海拔為高於海平面1米（即3英呎），而該地所採用的時區為UTC-6，即北美中部時區（CST）。同時該地設有夏令時間，為UTC-6調快一小時，即UTC-5（CDT）。